# Caryodendron orinocense
Caryodendron orinocense H.Karst., conocida comúnmente como cacay o  inchi, es un árbol perennifolio perteneciente a la familia de las Euforbiáceas.
Esta especie de planta con flores es nativa del noroeste de América del Sur, particularmente de las cuencas de los ríos Orinoco y Amazonas de Colombia, Venezuela, Ecuador, Perú y Brasil. Clasificado originalmente por Hermann Karsten en 1858, el árbol de cacay se distingue por su copa densa y frondosa, y por su producción de frutos que contienen cada uno tres semillas comestibles. Esta planta oleaginosa también se destaca por el aceite extraído de sus semillas, usado para propósitos alimenticios y cosméticos.

## Descripción

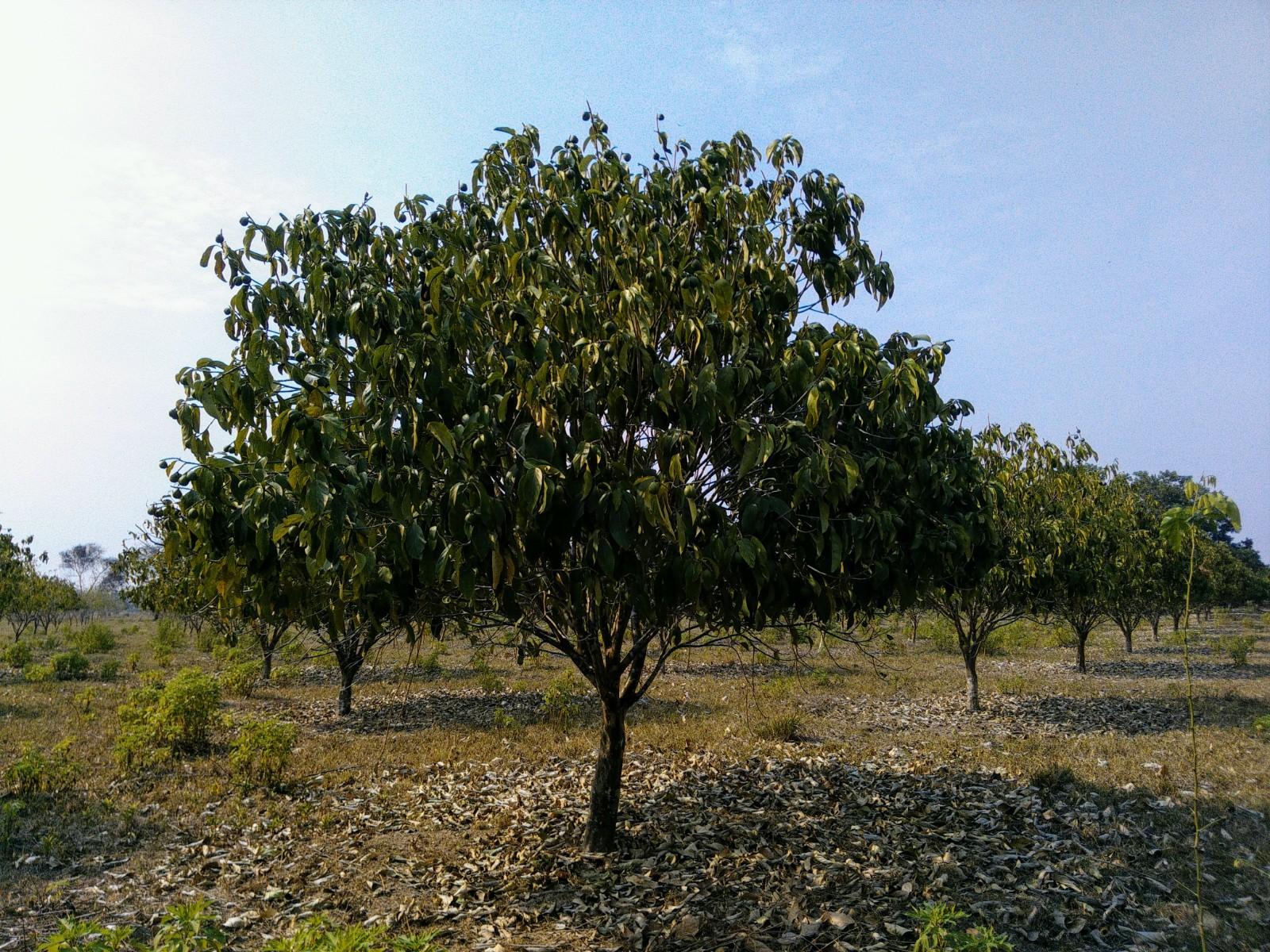
Árbol adulto en cultivo

Caryodendron orinocense es un árbol forestal de hasta 30-40 metros de altura en bosque natural. En cultivo, presenta una altura de hasta 15 metros. Su fuste es recto y cilíndrico antes de iniciar una intensa y densa ramificación. La corteza externa es lisa, con mudas periódicas en placas laminares. Demuestra un sistema radicular amplio y superficial, con grandes raíces que a menudo pueden verse en la superficie. La planta exhibe una longevidad superior a los 60 años.
El árbol de cacay tiene hojas perennes y presenta una copa densa. Sus hojas son alternas y simples, de forma elíptica u ovalada, de 12-25 cm de largo y 4-10 cm de ancho.
Es una planta dioica, es decir, exhibe individuos machos como hembras. La inflorescencia masculina es un racimo terminal con pequeñas flores verdosas de 2,5-3,5 mm de diámetro. Ni las flores masculinas ni las femeninas presentan pétalos. La inflorescencia femenina es una espiga terminal, con flores verdosas también de 2,5-3,5 mm de diámetro sin pétalos, y con brácteas grandes y persistentes.
Su fruto es una cápsula oval y leñosa, de color pardo-gris, y de unos 3,2-4,5 cm de diámetro. Cada uno está formado por tres almendras o nueces (raramente dos o cuatro), ligeramente convexas y con tres caras. Cada nuez contiene una semilla cubierta por una testa y pesa  aproximadamente 2,7 gramos.

## Taxonomía y etimología

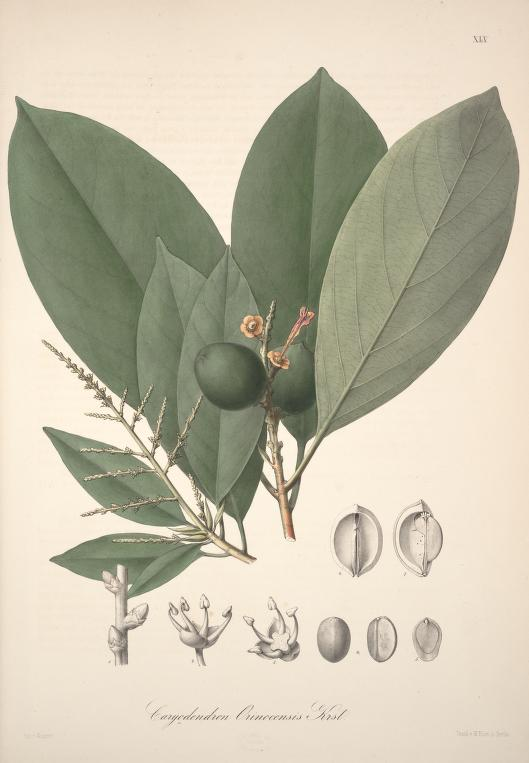
Ilustración en Florae Columbiae (1858)

El botánico alemán Hermann Karsten describió la especie Caryodendron orinocense en 1858 en su libro Florae Columbiae. En su nombre científico, el término caryodendron deriva del griego antiguo káryon, que significa «nuez», y déndron, que significa «árbol», mientras su epíteto específico orinocense  alude a que fue identificado por primera vez cerca del río Orinoco.
Caryodendron orinocense se encuentra en el siguiente árbol filogenético dentro de la tribu Caryodendreae. La cifra en paréntesis representa el año en el que la especie fue descrita:
|  | Alchorneopsis |
|  |               |

| Caryodendron | \| \| Caryodendron amazonicum (1943) \| \| \| \| \| \| Caryodendron angustifolium (1929) \| \| \| \| \| \| Caryodendron janeirense (1874) \| \| \| \| \| \| Caryodendron orinocense (1858) \| \| \| \| |
|              | \| \| Caryodendron amazonicum (1943) \| \| \| \| \| \| Caryodendron angustifolium (1929) \| \| \| \| \| \| Caryodendron janeirense (1874) \| \| \| \| \| \| Caryodendron orinocense (1858) \| \| \| \| |
|              | Caryodendron amazonicum (1943) |
|              | |
|              | Caryodendron angustifolium (1929) |
|              | |
|              | Caryodendron janeirense (1874) |
|              | |
|              | Caryodendron orinocense (1858) |
|              | |

|  | Caryodendron amazonicum (1943)    |
|  |                                   |
|  | Caryodendron angustifolium (1929) |
|  |                                   |
|  | Caryodendron janeirense (1874)    |
|  |                                   |
|  | Caryodendron orinocense (1858)    |
|  |                                   |

|  | Discoglypremna |
|  |                |

|  | Alchorneopsis |
|  |               |

| Caryodendron | \| \| Caryodendron amazonicum (1943) \| \| \| \| \| \| Caryodendron angustifolium (1929) \| \| \| \| \| \| Caryodendron janeirense (1874) \| \| \| \| \| \| Caryodendron orinocense (1858) \| \| \| \| |
|              | \| \| Caryodendron amazonicum (1943) \| \| \| \| \| \| Caryodendron angustifolium (1929) \| \| \| \| \| \| Caryodendron janeirense (1874) \| \| \| \| \| \| Caryodendron orinocense (1858) \| \| \| \| |
|              | Caryodendron amazonicum (1943) |
|              | |
|              | Caryodendron angustifolium (1929) |
|              | |
|              | Caryodendron janeirense (1874) |
|              | |
|              | Caryodendron orinocense (1858) |
|              | |

|  | Caryodendron amazonicum (1943)    |
|  |                                   |
|  | Caryodendron angustifolium (1929) |
|  |                                   |
|  | Caryodendron janeirense (1874)    |
|  |                                   |
|  | Caryodendron orinocense (1858)    |
|  |                                   |

|  | Discoglypremna |
|  |                |

### Nombres comunes
Entre los nombres vulgares de Caryodendron orinocensese se incluyen:
- Cacay [3][11][12][13][14]
- Inchi [2][3][4][5][11][14][15][nota 2]
- Tacay [3][4][11]
- Maní de árbol [3][11]
- Nuez o nogal de Barquisimeto [3][11][17]
- Nuez de Barinas [18]
- Meto huayo [11] o Metohuayo [15]
- Palo de nuez [2]
- Nueza criolla [19]

## Distribución, hábitat y ecología

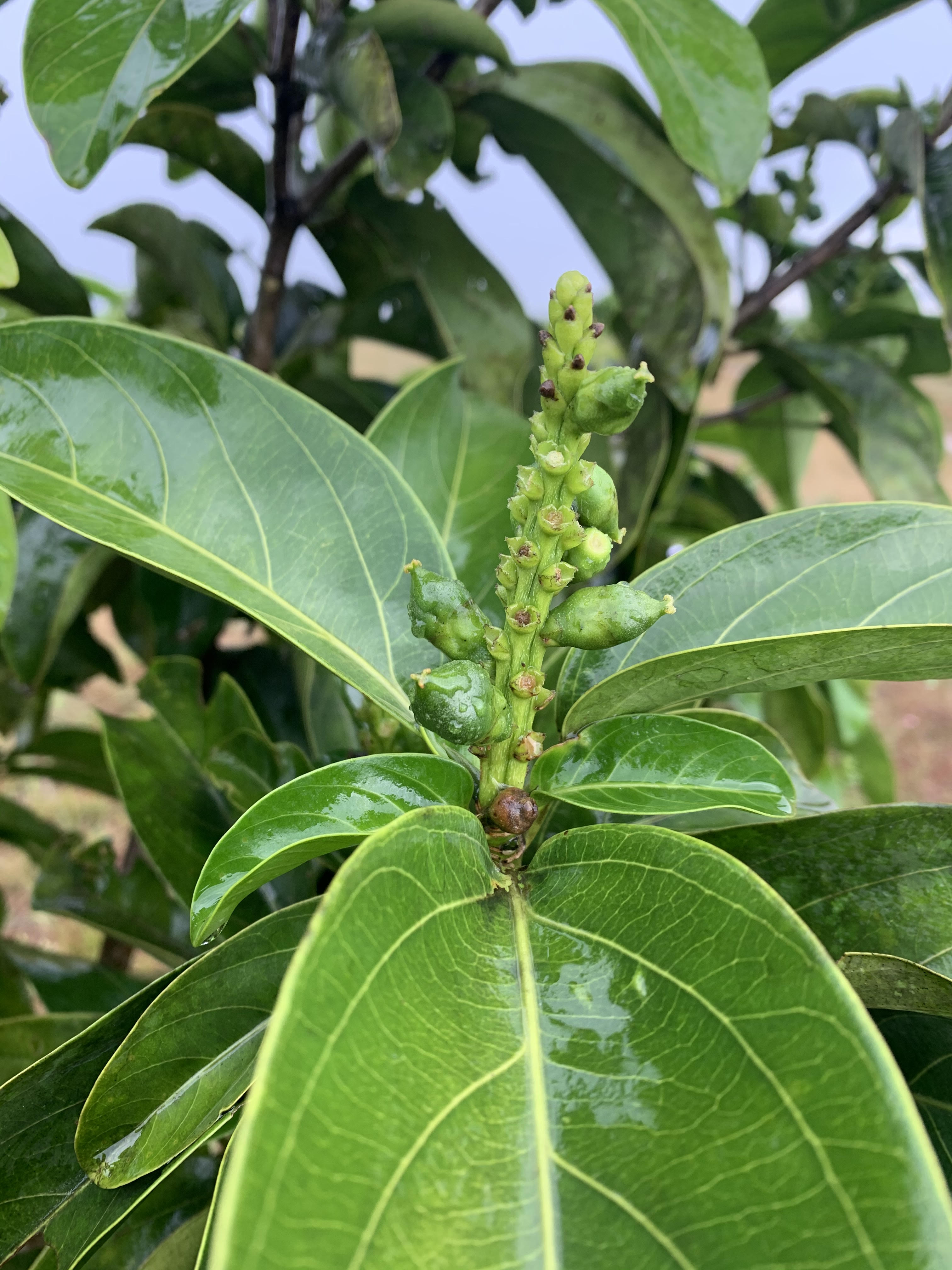
Flores femeninas

El cacay es una especie nativa de la Orinoquía y la Amazonía, y se puede encontrar en  Colombia, Venezuela, Ecuador, Perú y Brasil. En Colombia, el cacay se distribuye por el Piedemonte llanero en la vertiente oriental de los Andes, encontrándose también en cuenca del río Magdalena. La especie se ha reportado en cinco departamentos colombianos (Antioquia, Caquetá, Cundinamarca, Meta, Putumayo) con influencia en tres regiones biogeográficas (Andes, Orinoquía, Amazonía). En Venezuela el árbol se encuentra en los estados de Apure, Lara, y Barinas. Aparece también en Ecuador, Perú y Brasil en la parte occidental de la cuenca del Amazonas.
El árbol crece en la transición entre el bosque muy húmedo tropical y el bosque húmedo tropical, y recibe una precipitación promedio anual de 2000-5000 mm. Se desarrolla preferiblemente en terrenos no inundables con buen drenaje. Tolera hasta unos meses de sequía suave, pero no aguanta períodos prolongados secos. La especie es también capaz de soportar la saturación hídrica durante breves períodos, pero no sobrelleva un anegamiento permanente. El cacay prospera en suelos fértiles originados a partir de las deposiciones de los ríos de suelos erosionados, y se adapta a suelos ultisoles y oxisoles ácidos y pobres en nutrientes.
El cacay se desarrolla mejor en zonas cálidas, en depresiones y llanuras bajas, con temperaturas promedio de 22 °C a 28 °C y humedad relativa de 70 % a 90 %. Se encuentra en altitudes variables desde el nivel del mar hasta 2300 m.s.n.m.

## Propagación

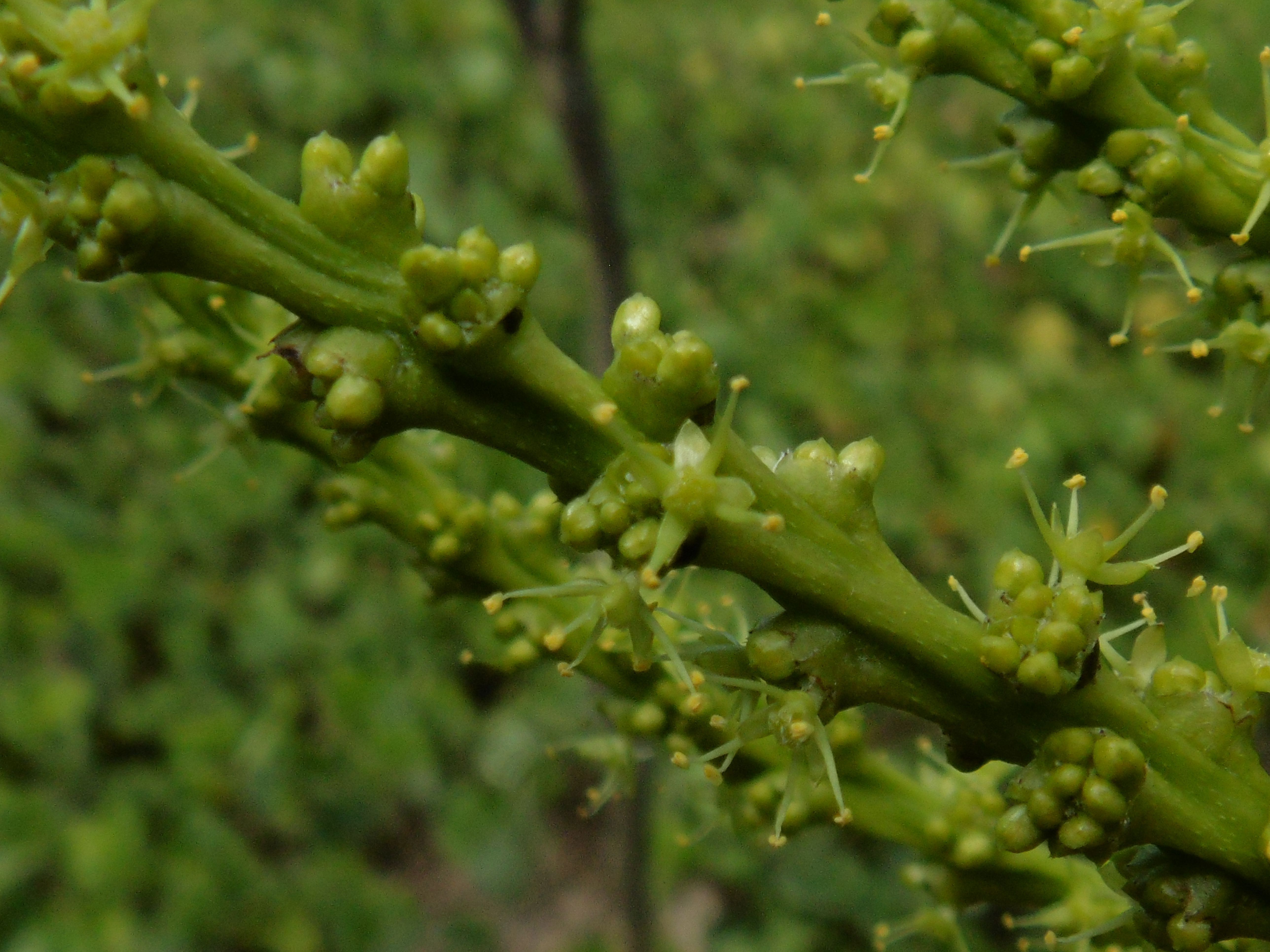
Flores masculinas

La reproducción del cacay en condiciones naturales es sexual; sus semillas germinan bien en el suelo, de una a dos semanas después de caer del árbol. La especie presenta una semilla recalcitrante, puesto que pierde muy rápidamente su viabilidad en almacenamiento. En un estudio realizado en 2012 por Judith García y Carmen Basso se concluyó que tales semillas toleran hasta ocho días de almacenamiento, preferiblemente a temperaturas de 12 a 13 °C.
La especie también se puede propagar por métodos asexuales, especialmente a través de injerto, que es comúnmente utilizado en cultivos de cacay. Al contrario, la propagación por estacas no tiene resultado satisfactorio, dado que, aun cuando la planta exhibe formación de callo, no emite brotación de yemas ni raíces.

## Cultivo

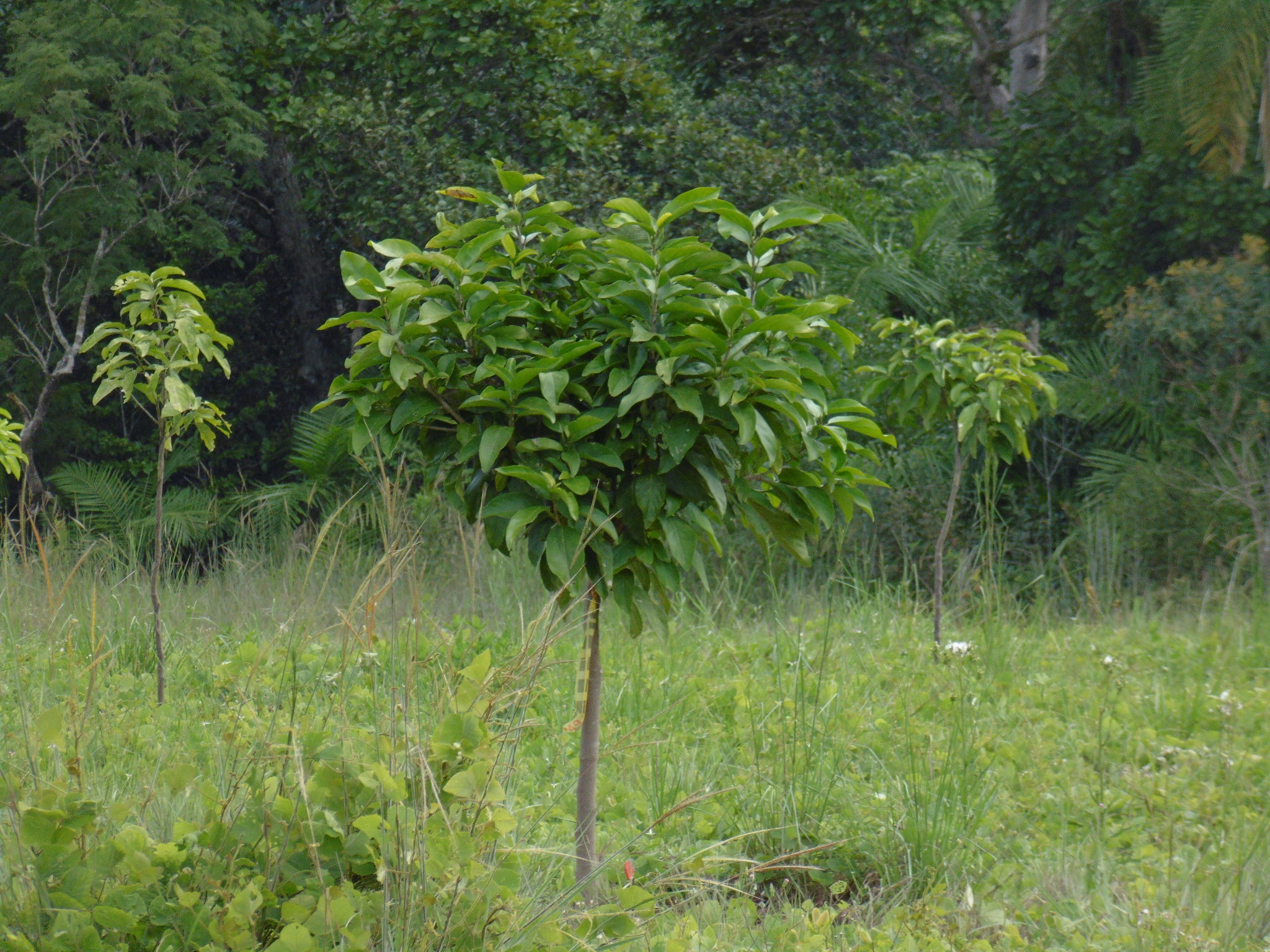
Árbol juvenil de 2 años en cultivo

El árbol en cultivo es de lento crecimiento inicial, etapa en la que la sombra moderada favorece su desarrollo. La planta se puede sembrar en bolsas, quedándose en vivero durante alrededor de un año, hasta que alcance los 50 cm de altura. En la etapa productiva es heliófilo, aunque tolera sombra ligera. El cacay se puede sembrar paralelamente con especies de rápido crecimiento y de copa pequeña que provean sombra, pero que posteriormente no compitan por luz durante la etapa adulta del árbol. Algunas plantaciones asocian al árbol de cacay con otro cultivo que provea una cobertura vegetal viva para la tierra, como por ejemplo un cultivo de kudzu.

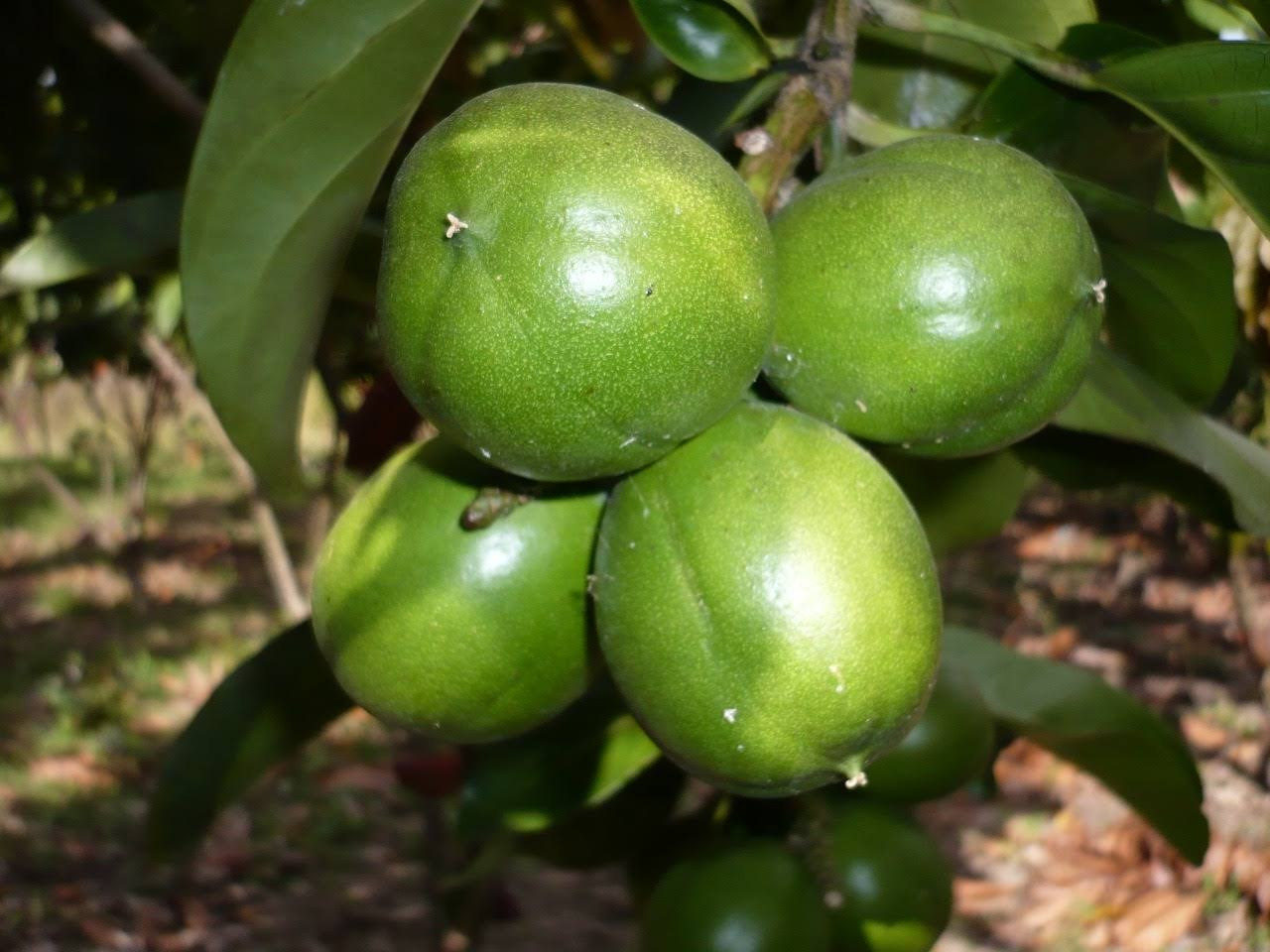
Fruto de cacay

El fruto maduro fisiológicamente se desprende de la planta y cae al suelo. Los  árboles empiezan a producir a los 4-7 años; un árbol de  10 años puede producir 100-250 kilos de nueces por año, aunque se han observado producciones de hasta 800 kilos.

## Propiedades y usos

### Aceite de cacay
El cacay es considerada una excelente planta oleaginosa por la calidad de su aceite. Cada fruto de cacay suele producir tres nueces, de las que se extrae un aceite líquido de color amarillo-verdoso. Este aceite compone entre el 40 % y 60 % de la semilla. Varios estudios (Pérez 2001, Cisneros Torres 2006) reportan que el aceite contiene entre el 71 % y 75 % de ácido linoleico, un ácido graso esencial de la serie omega 6, que es importante para la salud de la piel. Otros estudios han reportado contenidos de ácido linoleico de 58 % (Medeiros de Azevedo 2020) y de 85 % (Radice 2014). Esta alta concentración de ácidos grasos poliinsaturados (en este caso, de ácido linoleico) es superior a la de los aceites de soja/soya (60 %), de maíz (55,5 %), de sésamo/ajonjolí (42 %), de cacahuete/maní (26 %), de coco (14 %), de oliva (9,5 %) y de palma aceitera africana (8 %).
El aceite de cacay se aplica en la elaboración de productos cosméticos como jabónes, protectores solares, y cremas para la piel. El valor completo de este aceite para propósitos cosméticos aún está siendo desarrollado, aunque varios estudios (Pérez 2001, Ortega Álvarez 2014) ya han recalcado el potencial del cacay en esta área. También se utiliza directamente como aceite comestible.

### Alimento
| Propiedades                                  | Cantidad |
| Contenido de aceite                          | 40-60 %  |
| Ácidos grasos poliinsaturados (en el aceite) | 71-75 %  |
| Calorías                                     | 641-691  |
| Proteína                                     | 15-19 %  |
| Almidón                                      | 17 %     |

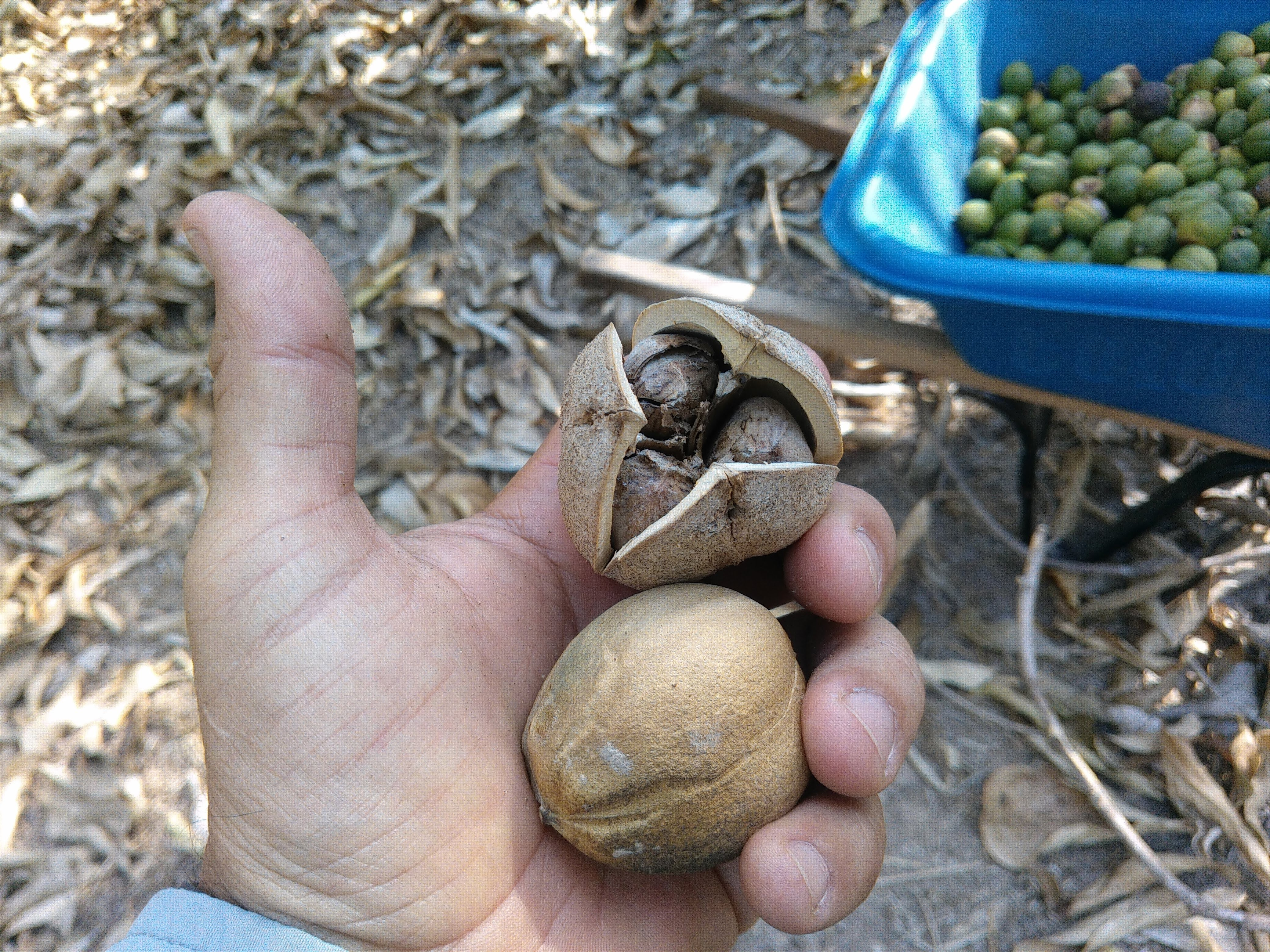
Fruto maduro con 3 semillas

La nuez de cacay es rica en fósforo, calcio y hierro. El contenido de proteína de la semilla es de 15-19 % y el de la torta residual o torta de prensa (la materia seca después de la extracción de aceite) es de 43-46 %. Las nueces de los frutos maduros son comestibles y tienen un sabor agradable parecido al cacahuete/maní. Las nueces se consumen crudas, tostadas, fritas y hervidas con sal. A partir de las nueces también se pueden preparar alimentos como tortas, turrones, coladas y galletas. Después de moler la nuez, la harina es usada para producir suplementos vitamínicos, como también para hacer bedidas funcionales.

### Otros
Su madera sirve para estructuras de carpintería y se utiliza como leña y en la producción de carbón vegetal. El cultivo del árbol se puede usar como sombra para otros cultivos anuales que lo requieran (como posiblemente para el café) y para animales. Dentro del ámbito de la agrosilvicultura, el cacay puede ser introducido en terrenos no aptos o marginados de la agricultura y la ganadería intensiva. Además, el árbol se utiliza como cebo para abejas, ya que sus hojas excretan un néctar que las atrae como ayuda a su polinización. Por su parte, la torta de prensa también se emplea para alimentar animales debido a su contenido de proteínas y minerales.

## Valor ecológico
Los cultivos de árboles nativos como Caryodendron orinocense pueden presentar beneficios y servicios ecosistémicos importantes para la conservación de la biodiversidad y del medio ambiente. Estos beneficios incluyen:
- Conservación: aumento del hábitat de especies autóctonas y migratorias, además de servir como refugio y corredor biológico para estas.[31]
- Reforestación: captura de carbono, filtración de dióxido de carbono, retención de agua y nutrientes en el suelo, lo que hace que se evite la erosión y la desertificación del suelo.[32]

El cacay ha sido recomendado como una especie forestal nativa que puede ser utilizada en la restauración ecológica en áreas con suelos invadidos por pastos introducidos como brachiaria humidicola, particularmente en zonas en la sabana de la Orinoquía colombiana.

### En inglés
- «Caryodendron orinocense H. Karst.», Encyclopedia of Life.
- «Caryodendron orinocense Karst.», Global Biodiversity Information Facility.

- Datos: Q5753991
- Multimedia: Caryodendron orinocense / Q5753991
- Especies: Caryodendron orinocense